# Kusiaissaari (ö i Södra Savolax, Nyslott)
Kusiaissaari är en ö i Finland. Den ligger i sjön Ylä-Luotojärvi och i kommunen Nyslott i  landskapet Södra Savolax, i den sydöstra delen av landet, 300 km nordost om huvudstaden Helsingfors. Öns area är 0,1 hektar och dess största längd är 80 meter i sydöst-nordvästlig riktning.